# Rostocker Flaggen

(3:5) Flagge Rostocks
eingeführt: 1936, 1946, 1991

Die Hansestadt Rostock hatte in ihrer Geschichte drei verschiedene offizielle Stadtflaggen. Die heutige Flagge aus dem Jahr 1936 ist eine Wappenflagge, die dem (Stadt)wappen entspricht. Darüber hinaus führte die Stadt zur Zeit der Hanse auch ein eigenes (rot-weiß-rotes) Hansebanner auf ihren Schiffen.

(2:3)
Historische Rostocker Flagge: Rostocker Tricolore
berichtet: 1418, 1695, 1700, 1716, 1750

(ca. 2:3)
berichtet: o.A.; eingeführt: 1803

Die 1936 eingeführte Flagge wurde 1946 nach dem Zweiten Weltkrieg und 1991 nach der Deutschen Wiedervereinigung, bestätigt.

## Die Geschichte der Rostocker Flagge
Obgleich Rostock weder freie Reichsstadt, noch von Mecklenburg unabhängig war, führten die Handelsschiffe der Stadt spätestens seit der Zeit der Hanse eine eigene Flagge.
Dieses Recht ging vermutlich einher mit dem Privileg des freien Zugangs zur See, welches bei den Fürsten erwirkt werden konnte.
Hauptartikel: Hanseflaggen
Der erste erhaltene Beleg für eine eigene Rostocker Flagge geht zurück auf das Jahr 1418. Auf der Website der Hansestadt wird erläutert: „Damals wurden Ausgaben für 44 Ellen roter, blauer und weißer Leinwand zur Herstellung einer Flagge für eine Snike, ein hansisches Handelsschiff, bei den Pfundzollherren abgerechnet.“ Die Gestalt dieser Flagge, also vor allem die Folge der Farben, so wird vermutet, geschah in Anlehnung an das Rostocker Wappen. Daher ist interessant, dass gerade für das Symbol der Rostocker Schiffe die gleiche Gewichtung des hanseatischen und des fürstlichen Teils in der Breite der Streifen wohl aufgegeben wurde zugunsten gleich breiter Streifen, Rot-Silber damit also noch immer unter dem fürstlichen Blau, doch in seinem Gewicht selbstbewusst darüber stand.
Unwahrscheinlich ist darüber hinaus, dass Rostock eine eigene Flagge vor dem Jahr 1323 führte, als es Warnemünde erwarb und sich so erst den Zugang zur Ostsee dauerhaft sicherte.
Die Rostocker Tricolore wird in der zweiten Hälfte des 18. Jahrhunderts auch zur Seeflagge Mecklenburgs. Schon vorher nutzte auch Bad Doberan sie als seine Stadtflagge.
Spätestens 1737 erscheint eine neue Flagge in Rostock mit einem roten Greifen, steigend oder schreitend, auf gelbem Grund. Berichtet wird aber auch von einem weißen Greifen auf rotem Grund.
1803 beschließt der Rat der Stadt diese in der Variante des schwarzen Greifen auf gelbem Grund zur Flagge der Stadt zu machen. Es heißt, um die Verwechselung mit französischen Schiffen Napoleons zu vermeiden, die in dieser Zeit von dessen Gegnern gejagt worden sind.
In Kombination mit der neuen Stadtflagge wird die Mecklenburgische Seeflagge dann um 1834 von Rostocker Schiffen benutzt.

Hansebanner Rostocks 14. Jh.
(1:2) Meckl. Seeflagge auf Rostocker Schiffen berichtet: um 1834

### Rostocker Flaggen mit Greif

(ca. 2:3) berichtet: 1700, 1737, 1750
(ca. 2:3) berichtet: 1805
(ca. 2:3) berichtet: 1848

### Rostocker Flaggen mit Greif in den Fassungen des Ratsbeschlusses von 1803

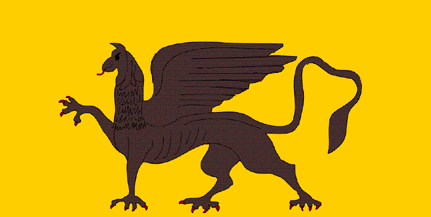
(1:2) berichtet: 1819
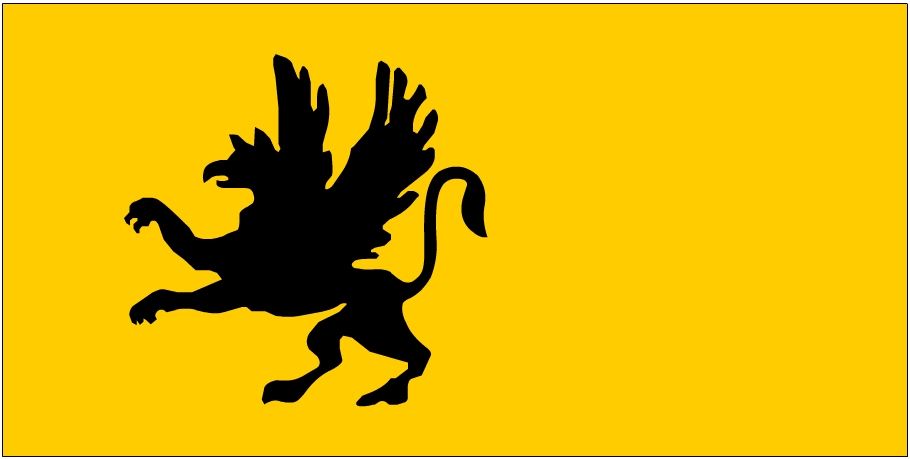
(1:2) berichtet: 1826
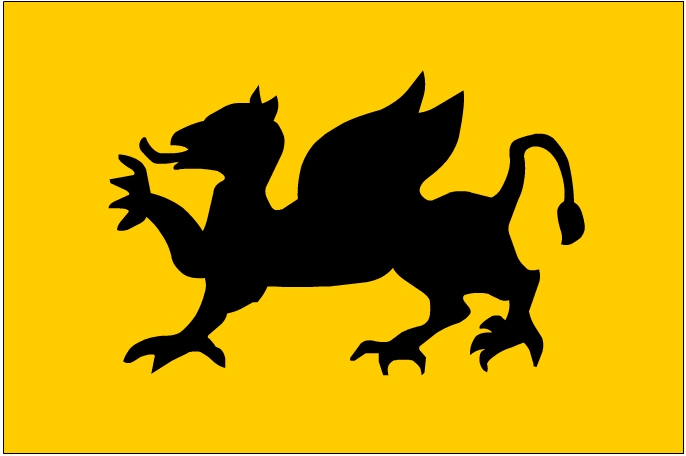
(2:3) berichtet: 1842, 1862
(2:3) berichtet: 1848
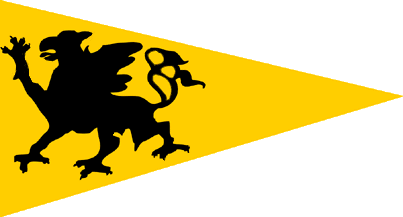
benutzt von vor 1870 bis 1918

### Rostocker Flaggen heute
Erhalten hat sich die goldene Flagge mit schwarzem Greifen nur in den Vereinsstandern einiger Segelclubs Rostocks. Zu nennen sind da der Mecklenburgische Yachtclub e. V., der Rostocker Yachtclub e. V., sowie der Akademische Segler-Verein zu Rostock e. V.
Die alte Rostocker Tricolore findet sich als Zitat wieder in der Flagge der Hanse Sail.
Die Stadtflagge weht vor Hotels, auf Schiffen, vor Einfamilienhäusern und in Kleingärten. Auch das Rathaus wird mit ihr beflaggt.

#### Flaggen im Sport

Flagge des F.C. Hansa mit Vereinslogo
Gleichzeitig Logo und Darstellung der Fahne des Rostocker FC